# Toro Rosso STR5
Der Toro Rosso STR5 ist ein von der Scuderia Toro Rosso in der Saison 2010 eingesetzter Formel-1-Rennwagen.

## Renngeschichte
Gefahren wurde das Auto, wie schon das Vorjahresmodell, von Sébastien Buemi und Jaime Alguersuari.
Das Fahrzeug war das erste Formel-1-Auto, das das Team nach seiner Übernahme durch Red Bull Racing Ende 2005 selbst entwickelt hatte. Die Autos der Jahre 2006 bis 2009 hatten die gleichen Chassis wie das Mutterteam Red Bull Racing genutzt. Verantwortliche Konstrukteure des STR5 waren Giorgio Ascanelli und Ben Butler. Als Antrieb diente ein 2,4 Liter großer Achtzylindermotor (Typ 056), der von der Scuderia Ferrari zugeliefert wird.
Vorgestellt wurde der STR5 am 1. Februar 2010 in Valencia, wo auch die ersten Testfahrten stattfanden.

## Ergebnisse
| Fahrer               | Nr.                  | 1  | 2   | 3  | 4   | 5   | 6  | 7  | 8  | 9  | 10  | 11  | 12  | 13 | 14 | 15 | 16 | 17  | 18 | 19 | Punkte | Rang |
| -------------------- | -------------------- | -- | --- | -- | --- | --- | -- | -- | -- | -- | --- | --- | --- | -- | -- | -- | -- | --- | -- | -- | ------ | ---- |
| Formel-1-Saison 2010 | Formel-1-Saison 2010 |    |     |    |     |     |    |    |    |    |     |     |     |    |    |    |    |     |    |    | 13     | 9.   |
| S. Buemi             | 16                   | 16 | DNF | 11 | DNF | DNF | 10 | 16 | 8  | 9  | 12  | DNF | 12  | 12 | 11 | 14 | 10 | DNF | 13 | 15 | 13     | 9.   |
| J. Alguersuari       | 17                   | 13 | 11  | 9  | 13  | 10  | 11 | 12 | 12 | 13 | DNF | 15  | DNF | 13 | 15 | 12 | 11 | 11  | 11 | 9  | 13     | 9.   |

| Legende  | Legende            | Legende                                                          |
| Farbe    | Abkürzung          | Bedeutung                                                        |
| -------- | ------------------ | ---------------------------------------------------------------- |
| Gold     | –                  | Sieg                                                             |
| Silber   | –                  | 2. Platz                                                         |
| Bronze   | –                  | 3. Platz                                                         |
| Grün     | –                  | Platzierung in den Punkten                                       |
| Blau     | –                  | Klassifiziert außerhalb der Punkteränge                          |
| Violett  | DNF                | Rennen nicht beendet (did not finish)                            |
| Violett  | NC                 | nicht klassifiziert (not classified)                             |
| Rot      | DNQ                | nicht qualifiziert (did not qualify)                             |
| Rot      | DNPQ               | in Vorqualifikation gescheitert (did not pre-qualify)            |
| Schwarz  | DSQ                | disqualifiziert (disqualified)                                   |
| Weiß     | DNS                | nicht am Start (did not start)                                   |
| Weiß     | WD                 | zurückgezogen (withdrawn)                                        |
| Hellblau | PO                 | nur am Training teilgenommen (practiced only)                    |
| Hellblau | TD                 | Freitags-Testfahrer (test driver)                                |
| ohne     | DNP                | nicht am Training teilgenommen (did not practice)                |
| ohne     | INJ                | verletzt oder krank (injured)                                    |
| ohne     | EX                 | ausgeschlossen (excluded)                                        |
| ohne     | DNA                | nicht erschienen (did not arrive)                                |
| ohne     | C                  | Rennen abgesagt (cancelled)                                      |
| ohne     | keine WM-Teilnahme |                                                                  |
| sonstige | P/fett             | Pole-Position                                                    |
| sonstige | 1/2/3/4/5/6/7/8    | Punktplatzierung im Sprint-/Qualifikationsrennen                 |
| sonstige | SR/kursiv          | Schnellste Rennrunde                                             |
| sonstige | *                  | nicht im Ziel, aufgrund der zurückgelegten Distanz aber gewertet |
| sonstige | ()                 | Streichresultate                                                 |
| sonstige | unterstrichen      | Führender in der Gesamtwertung                                   |